# سیارک ۲۵۶۱۳
سیارک ۲۵۶۱۳ (به انگلیسی: 25613 Bubenicek، نامگذاری:2000AL24)۲۵۶۱۳مین سیارک کشف شده‌است که در ۰۳ ژانویه ۲۰۰۰ کشف شد.